# GSOヴィッラ・コルテーゼ
GSOヴィッラ・コルテーゼ（Gruppo Sportivo Oratorio Villa Cortese）は、イタリア・ヴィッラ・コルテーゼを本拠地としていた女子バレーボールクラブチーム。通称はヴィッラ・コルテーゼ。

## 歴史
1978年創設。2002年にセリエDからセリエC、2006年にセリエB2、2007年にセリエB1、2008年にセリエA2へそれぞれ昇格。2009年にA2レギュラーシーズンを2位で終え、プレーオフを3連勝で制し、セリエA1へ昇格を果たした。A1昇格に伴い、イタリア代表のほか各国代表選手を獲得し、大幅に戦力を補強。2010年コッパ・イタリアでは強豪ベルガモをフルセットの末に降し、昇格1年目で初のタイトルを獲得した。レギュラーシーズン2位で進出したプレーオフ・ファイナルではペーザロに3連敗を喫し、準優勝に終わった。2012年にアシステル・ノヴァーラからスポンサーと一部の選手を譲渡されたが、2013年にLJ Volleyにスポーツタイトルを譲渡し活動終了した。

## 主な成績
セリエA
- 優勝：なし
- 準優勝：2010、2011

 コッパ・イタリア
- 優勝：2010

## 歴代所属選手
| - アンナバニア・メッロ - サラ・アンツァネッロ - パオラ・カルドゥッロ - タイスマリー・アゲロ - マヌエラ・セーコロ - マルティーナ・グイッジ - イラリア・ガルツァロ - ジュリア・ロンドン - ルチア・ボゼッティ - カテリーナ・ボゼッティ - ミリアム・シッラ | - ベスナ・ツィタコビッチ - ステファナ・ベリコビッチ - サーニャ・マラグルスキ - アリス・ブロム - マカレ・ウィルソン - リンゼイ・バーグ - メーガン・ホッジ - アウレア・クルス - ビルマリー・モヒカ - サラ・パバン - カタリナ・バルン |

## ユニフォーム
ホーム
- メインカラーのネイビー。シャツネームと背番号はホワイト。

アウェイ
- サブカラーのホワイトとネイビー。シャツネームと背番号はネイビー。

リベロ
- 反対色を着用。